# Latham, Illinois
Latham är en ort i Logan County i delstaten Illinois, USA.